# Pic cardinal
Dendropicos fuscescens
Espèce
Statut de conservation UICN

 LC  : Préoccupation mineure
Le Pic cardinal (Dendropicos fuscescens) est une espèce d'oiseau de la famille des Picidae. 

## Mensurations
Il mesure 14 - 16 cm.

## Alimentation
Cet oiseau est insectivore.

## Répartition et sous-espèces
Son aire s'étend à travers l'Afrique subsaharienne.
Selon la classification de référence du Congrès ornithologique international (15.1, 2025) il se répartit en neuf sous-espèces (ordre phylogénique) :
- D. f. lafresnayi Malherbe, 1849 — de la Sénégambie au Nigeria ;
- D. f. sharpii Oustalet, 1879 — du Cameroun au Soudan du Sud et au nord de l'Angola ;
- D. f. lepidus (Cabanis & Heine, 1863) — de l'est de la RDC à l'Éthiopie, l'ouest du Kenya et de la Tanzanie ;
- D. f. hemprichii (Ehrenberg, 1833) — corne de l'Afrique ;
- D. f. massaicus Neumann, 1900 — de l'Éthiopie au Kenya et la Tanzanie ;
- D. f. loandae Grant, 1915 — miombo et nord de l'Afrique du Sud ;
- D. f. hartlaubii Malherbe, 1849 — du sud du Kenya à l'est de la Zambie et le Mozambique ;
- D. f. intermedius Roberts, 1924 — du sud du Mozambique à l'est de l'Afrique du Sud ;
- D. f. fuscescens (Vieillot, 1818) — de la Namibie à l'Afrique du Sud.